# Rhagastis velata
Espèce
Rhagastis velata est une espèce d'insectes lépidoptères de la famille des Sphingidae, sous-famille des Macroglossinae, tribu des Macroglossini, sous-tribu des Choerocampina et du genre Rhagastis . 

## Description
L' envergure varie de 66 à 74 mm. La partie supérieure de l'abdomen est dépourvue d'une paire de stries latérales dorées ou (occasionnellement) de stries vestigiales sur les segments postérieurs. La face dorsale de l'aile antérieure comporte quatre lignes postmédianes formant une tache sombre bien visible sur la marge interne qui est souvent prolongée vers la côte où elle rejoint une autre zone (pas toujours bien marquée) près de la tache discale. Deux ou trois des lignes postmédianes sont habituellement fortement dentées. La face ventrale de l'aile antérieure a une bordure brune.

## Répartition et habitat
Répartition
L'espèce est connue au Népal, au nord-est de l'Inde, Thaïlande, au centre et au sud de la Chine et à Taïwan.

## Biologie
Les adultes ont un vol rapide et visitent les fleurs après le crépuscule. Les chenilles se nourrissent des espèces Arisaema et Amorphophallus en Inde.

## Systématique
- L'espèce  Rhagastis velata a été décrite par l'entomologiste britannique Francis Walker en 1866, sous le nom initial de Pergesa velata.

### Synonymie
- Pergesa velata Walker, 1866 protonyme.